# 연방수사국

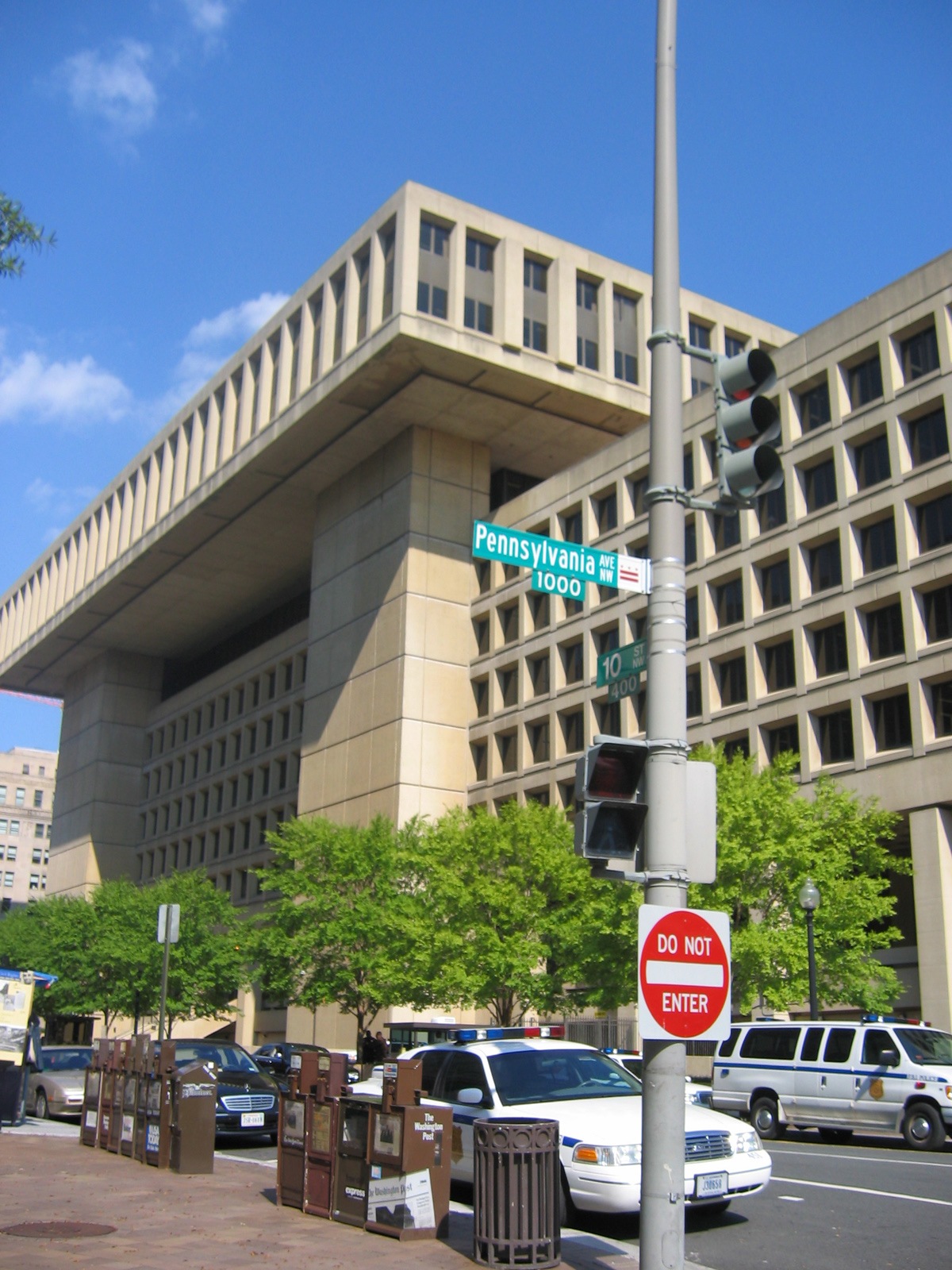
연방수사국 본부가 위치한 J. 에드거 후버 빌딩

연방수사국(영어: Federal Bureau of Investigation, FBI)은 미국 법무부 산하의 수사 기관이자 정보기관으로서, 범죄 수사와 미국 내의 정보 수집 업무를 담당하고 있다. 1908년에 법무부 수사국(Bureau of Investigation)으로 발족하였으며 1935년 연방 수사국 (FBI)으로 개칭되었다. 본부는 워싱턴 D.C.에 위치하고 있다. 국내 정보 수집 기관이지만, 범죄의 국제화에 대비해 전 세계적으로 지부를 두고 있으며, 현재 대한민국에도 지부가 있다.
제2차 세계 대전 중 첩보 활동이 미국에서 활발해지자 간첩죄 등의 수사에 많이 활약하였다.

## 임무와 수사 우선순위
| “ | 정보 및 법집행 책무를 지닌 정보 기반, 위협 중심의 국가 안보 기관으로서, FBI의 임무는 미국을 테러리스트와 외국의 정보 위협으로부터 보호 · 방어하고, 미국 형법을 유지 및 집행하며, 연방, 주, 도시, 국제 지부에 대한 형사 사법 업무 및 지휘를 수행하는 것이다. | ” |
|   | — FBI 웹사이트, 우리의 임무(Our Mission) |   |

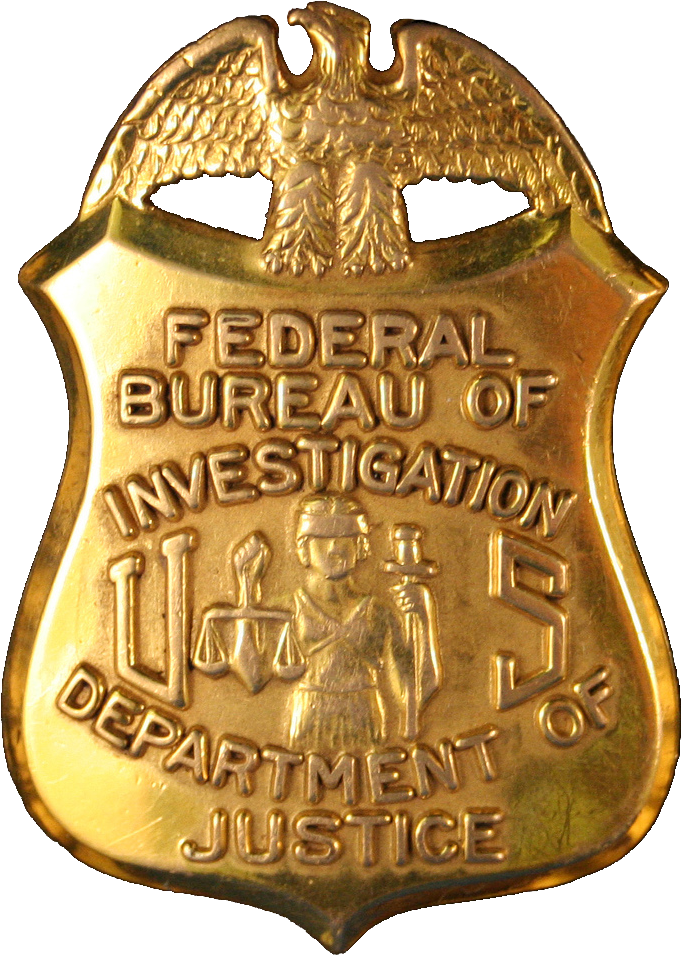
연방수사국 특수요원 배지

FBI는 미국 사회에 대한 위협과 지역 및 주의 권한만으로는 다루기 힘든 대형 사건을 수사하며, 수사 최우선순위는 다음과 같다.
1. 테러리스트 공격
2. 정보 공작 및 간첩 행위
3. 사이버 기반 공격 및 첨단기술 범죄
4. 공공 부패
5. 시민권 보호
6. 국제 및 국내 범죄 조직 및 범죄 기업
7. 중요 화이트 칼라 범죄
8. 중대 폭력 범죄

## 법적 권한
수사권 범위는 다음과 같이 여러 가지가 있다.
- 국가안보 관련 범죄
- 납치유괴죄
- 은행 강ㆍ절도 및 은행 임직원의 횡령부정사건
- 연방공무원의 증수뢰 범죄
- 항공기 및 여객용차량 파괴범죄
- 중요 도망범죄자의 수사

## 역사

### 배경
1901년 매킨리 대통령 암살 사건은 미국이 아나키스트들의 위협하에 있다는 인식을 불러일으켰다. 법무부와 노동부는 아나키스트들의 기록을 수년 동안 보관하고 있었지만, 새로 취임한 시어도어 루스벨트 대통령은 그들을 더욱 더 감시할 수 있는 권한을 원했다.
법무부는 이미 1887년부터, 모자란 직원 수에도 불구하고, 주와 주 사이의 상업을 조절하는 업무를 담당하고 있었다. 20세기 초에 오리건주 토지 사기 사건이 터지기 직전까지는 직원 수 부족을 해결하려는 노력을 거의 하지 않았다. 루즈벨트 대통령은 찰스 보나파르트 법무장관에게 미국 법무장관에게만 보고하는, 독자적인 수사기관을 만들 것을 지시했다.
보나파르트는 미국 비밀경호국을 포함한 다른 기관의 수사관 및 직원들에게 접근하였다. 1908년 5월 27일, 미 의회는 이 새로운 기관이 비밀경찰 역할을 수행할 것을 우려해 법무부가 재무부 직원들을 사용하는 것을 금지시켰다. 루즈벨트 대통령이 다시 주장하자, 보나파르트는 특수요원들을 보유한 공식적인 수사국을 조직하는 방향으로 선회하였다.

### 창설
수사국(Bureau Of Investigation, BOI)은 의회가 여름동안 휴회했던 1908년 7월 26일에 설립됐다. 보나파르트 법무장관은 법무부의 기금을 사용하여 34명(그중에는 비밀경호국 출신도 있었다.)을 뽑아 새로운 수사국에서 근무하도록 하였다. 첫 국장은(옛 명칭은 '치프(chief)'였으나 현재는 '디렉터(director)'로 바뀜.) 스탠리 핀치였다. 보나파르트는 이 사실을 1908년에 국회에 보고했다.
연방 수사국의 첫 임무는 '백인 노예 수출 금지법'과 '맨 법률'(Mann act) 실시 준비 단계에서 매춘굴에 대한 조사를 하는 것이었다. 1932년, 명칭이 미국 수사국(the United States Bureau of Investigation)으로 변경됐다. 그 다음 해에 수사국은 금주국과 연결되었으며, 1935년에 법무부에 속한 독립기관이 되기 전까지 명칭이 '수사부(the Division of Investigation, DOI)'로 개칭되었다. 같은 해, 기관의 명칭이 공식적으로 바뀌어 현재의 '연방수사국(Federal Bureau of Investigation, FBI)'이 되었다.

### 후버 국장의 재임 시절

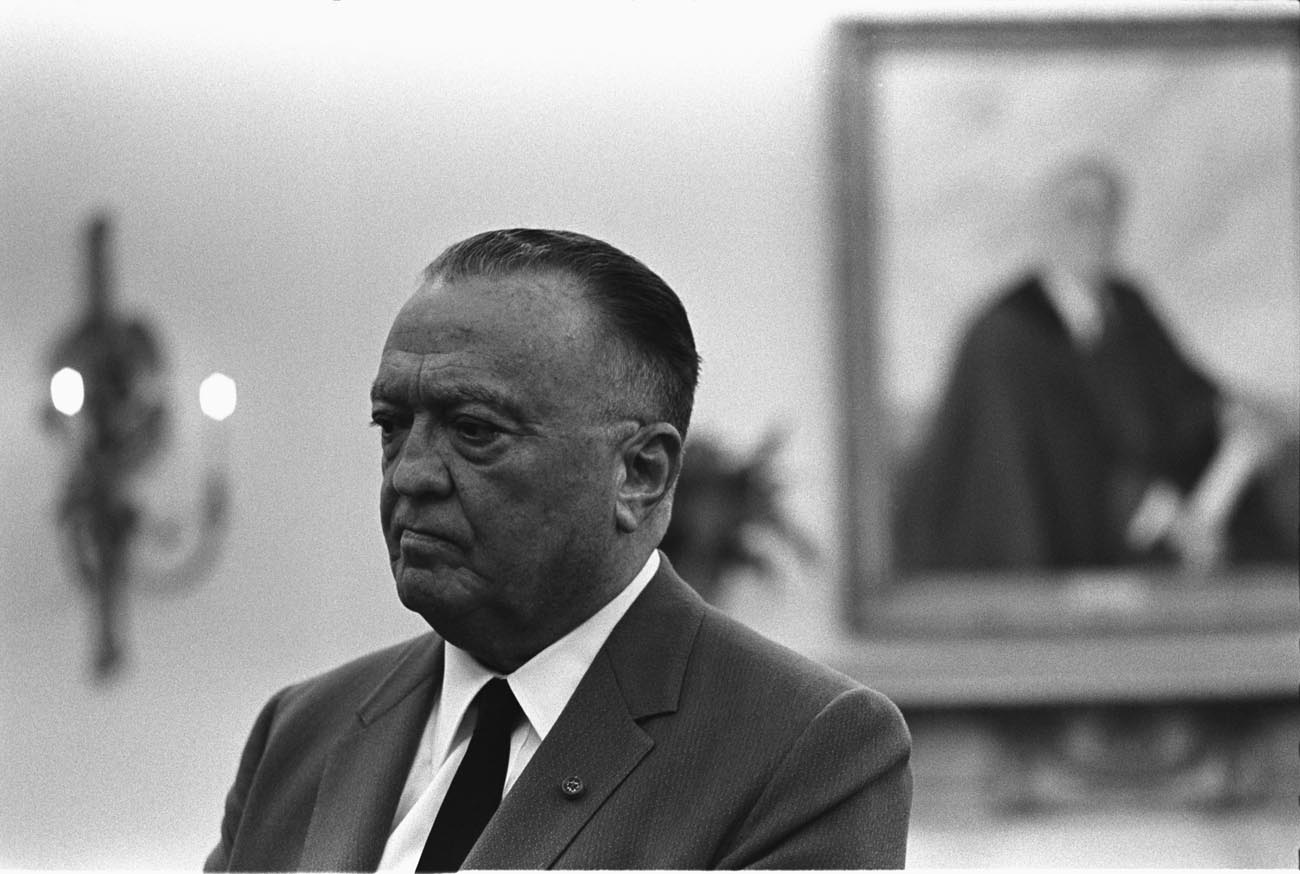
백악관 오벌하우스에서 찍은 에드거 후버 국장의 모습

존 에드거 후버는 수사국(BOI), 수사부(DOI), 연방수사국(FBI)을 통틀어 1924년부터 1972년 동안, 총 48년을 FBI 국장으로 지냈다. 후버는 '과학 범죄 수사 연구소'(또는 FBI 연구소)를 창설하였는데, 1932년 개소한 이 연구소는 정부가 수사를 전문화하기 위해 만들어진 것이었다. 후버는 그의 재직 기간 동안 FBI의 수많은 중요한 사건과 프로젝트에 상당히 관여하였다. 후버 국장이 죽고나서 미 의회는 이후 FBI 국장들의 재임 기간을 최대 10년으로 제한하는 법안을 통과시켰다.
1930년대의 '범죄와의 전쟁' 기간 동안 FBI 요원들은 미국 전역에 걸쳐 유괴, 강도, 살인으로 악명 높은 범죄자들을 체포 및 사살하였다. 대표적으로 존 딜린저, '베이비 페이스' 넬슨, 케이트 '마' 바커, 앨빈 '크리피' 카피스, 조지 '머신 건' 켈리 등이 있다.
이런 활동 외에도 쿠 클럭스 클랜의 범위와 영향력을 줄이는 데 결정적인 역할을 하였다. 또한, FBI는 에드윈 애서튼의 활약을 통해 1920년대에 캘리포니아와의 경계에서 멕시코 신혁명주의자 군대를 체포하는 데 성공하였다.
후버는 1920년대 금주법 시대에 주류 밀매자들을 체포하기 위해 도청을 사용하기 시작했다. 1927년 도청을 통해 범죄자들을 체포한 옴스테드 대 미국 사건에서 미국 연방 대법원은 FBI가 도청장치를 설치하기 위해 개인의 주거에 출입하지 않는 한 미국 헌법 수정조항 제4조를 위반하지 않았다고 판결하였다. 금주법 폐지 이후, 미 의회는 동의 없는 전화 도청을 금지시키고 감청은 허용한 '1934년 통신법'(Communications Act of 1934)을 제정하였다. 1939년, '나돈 대 미국' 사건에서 연방 대법원은 1934년의 통신법에 의거햐여 FBI의 전화 도청을 통해 수집한 증거는 인정할 수 없다고 판결하였다. 1967년의 카츠 대 미국 사건이 감청에 대해서 허용한 1927년 사건의 판결을 뒤집은 이후, 의회는 영장이 있을 경우에만 공공기관이 전화를 감청할 수 있도록 허용하는 범죄단속 및 가두안전종합법을 통과시키기에 성공했다.

#### 국가 안보
1940년대 초부터 1970년대까지 연방수사국은 미국과 동맹국에 대한 간첩 사건들을 수사했다. 미국을 표적으로 한 사보타주 공작 사건의 공모 혐의로 8명의 나치 요원들이 체포되었고, 6명이 선고 후 사형당했다. 또한, 이 기간 동안 미국과 영국이 연합하여 암호를 해독하려는 노력(베노마 프로젝트)으로 소련의 외교 및 정보 통신 암호를 해독하였으며 미영 양국 정부가 소련의 통신을 이해할 수 있게 되었다. 이 노력은 소련의 정보를 얻기 위해 미국에서 일하는 미국인들의 존재를 확인시켜주었다. 후버 국장은 이 프로젝트를 관리하고 있었지만 1952년까지 중앙정보국(CIA)에 대해 알지 못하고 있었다. 또 다른 중요한 사건은 1957년의 소련 스파이 루돌프 아벨 체포 사건이다. 미국 내에서 활동하던 소련 스파이가 발견되면서 후버 국장은 미국 공산당(CPUSA) 연합 구성원들에서 미국인 자유주의자에 이르는 아메리칸 레프트로 인한 위협에 대해 오랫동안 집착을 계속하게 되었다.

#### 시민권 운동
1950년대와 1960년대동안 FBI 직원들은 시민권 운동의 지도자들이 공산주의자들과 관계가 있거나 지나치게 공산주의자들에게 영향을 받았다고 여겨, 그들의 영향력에 대해 점점 더 걱정이 커지고 있었다. 예를 들어, 1956년에 후버 국장은 시민권 운동 지도자이자 부유한 기업가, 의사였던 T.R.M. 하워드 박사를 비난하는 공개 서한을 보냈다. 당시 하워드 박사는 FBI가 조지 W. 리, 에멧 틸과 남부의 다른 흑인들의 살인사건을 해결하려고 하지 않음을 비판했었다. FBI는 "COunter-INTELligence PROgram"의 약자인 COINTELPRO 작전을 통해 논란의 여지가 있는 국내 감시를 수행하였다. 이것은 무력 또는 비폭력 조직을 포함한 미국 내 반체제 정치 조직 활동을 수사하고 저지하기 위함이었다. 종교적 지도자들의 시민권 운동 조직의 선두주자였던 남부 기독교인 지도자 회의도 FBI의 표적에 포함되었다.
FBI는 수시로 마틴 루터 킹 주니어에 대해 수사했다. "워싱턴 포스트" 저널리스트인 칼 로완의 1991년 회고록에서 그는 FBI가 킹 목사에게 최소 한 편 이상의 익명 편지를 보내어 자살을 권유했다고 주장하였다.
1971년 3월, 펜실베이니아주 미디어 (펜실베이니아) FBI 요원의 상주 사무소가 도둑 맞는 사건이 일어났다. 도둑은 비밀 파일을 훔쳐 하버드 크림슨 등의 신문사에 그것을 뿌렸다. 그 파일은 FBI COINTELPRO 프로그램에 대한 폭넓은 정보를 담고 있었으며 그속에는 펜실베이니아 군사 대학교 흑인 학생 집단과 위스콘신 주의원 헨리 로이스의 딸 등, 민간인의 생활에 대한 조사도 있었다. 미국은 정치 운동가의 암살 내용이 담긴 폭로로 인해 엄청난 파장에 휩싸였으며, 여당 의원인 해일 보그스 등의 국회의원들은 이러한 활동에 대해 질타했다. 보그스 등 일부 국회의원의 전화가 도청됐다는 주장도 있다.

#### 케네디 대통령 암살 사건
존 F. 케네디 대통령이 총격으로 사망하였을 때 관할구역은 린든 B. 존슨 대통령이 FBI가 수사를 책임지도록 지시할 때까지 지역 경찰 아래에 들어갔다. 연방 공무원의 살인 수사 책임을 명확하게 하기 위해 의회는 연방 공무원의 죽음에 대해 수사하도록 하는 법을 통과시켰다.

### 조직범죄
1953년 8월 25일, FBI는 조직 범죄에 대항하여 탑 후들럼 프로그램을 창설하였다. 연방수사국은 폭도들에 대한 정보를 수집하고 폭력단에 대한 정보가 집합된 워싱턴에 정기적으로 보고하기 위해 현장사무소를 지휘하였다.
불법편취 부패조직법(RICO법) 통과 이후 FBI는 주요 도시와 마을에서 범죄를 이끌었던 이전의 금지 조직에 대한 수사를 시작했다. 모든 FBI 업무는 RICO 법의 조항을 이용하여 해당 조직 내에 비밀리에 이루어졌다. FBI의 많은 그룹들은 점점 해체되어 갔다. 후버 국장이 처음에는 미국 내 국가 범죄 연합체(NCS)의 존재를 부정하였지만, FBI는 후에 샘 지안카나와 존 고티가 이끄는 조직을 포함하여 알려진 조직 범죄 연합체에 대한 작전을 실시하였다. RICO 법은 오늘날에도 여전히 조직범죄와 법에서 규정하는 개인에 대해 사용되고 있다. 2003년, 의회 의원회는 "역사적으로 가장 큰 실패적인 연방 법 집행"인 FBI 조직 범죄 정보원 프로그램을 소환하였다. 1965년 3월에 한 정보원을 보호하면서 FBI는 4명의 무고한 남성에게 살인죄를 선고하였다. 그중 3명은 사형을 선고받았으며(나중에는 무기징역으로 감형), 4번째 피고인은 무기징역을 선고 받았으며 30년 동안 감옥에서 지냈다. 2007년 7월, 보스턴 지방 법원 판사 낸시 가트너는 FBI가 4명의 남성을 1965년 3월 우범지역에서 벌어진 에드워드 테디 디건 살인사건의 범인으로 선고한 것을 알게되었다. 미국 정부는 4명의 피고인들의 손해에 대해 1억 달러를 지급하도록 명령받았다.

#### 특수 FBI 팀
1984년, FBI는 로스앤젤레스에서 열린 1984년 하계 올림픽에서 일어날지도 모르는 사건들(특히 테러나 중대 범죄 등)을 예방하기 위해서 엘리트 조직을 창설하였다. 또한, 1984년에 '컴퓨터 분석 및 대응 팀'(CART)이 창설되었다.
1980년대 말에서 1990년대 초까지 FBI는 외국 대정보 임무를 맡은 300명 이상의 요원들을 외국 반정보 임무에서 폭력범죄 임무로 재배치하였고 폭력범죄를 6번째 국가 우선 범죄로 선정하였다. 냉전의 종식 후 테러리즘은 더 이상 위협으로 여겨지지 않았기 때문에 FBI는 다른 안정된 부서로 감축되고 지역 경찰 부대에서 주 경계를 넘는 탈주자(중범죄인)를 추격하는 것을 도왔다. FBI 연구소는 1924년 지문 감식 시스템을 도입하는 등 중대한 역할을 계속 해왔으며 DNA 감식법을 개발하도록 도왔다.

#### 1990년대의 주요 노력

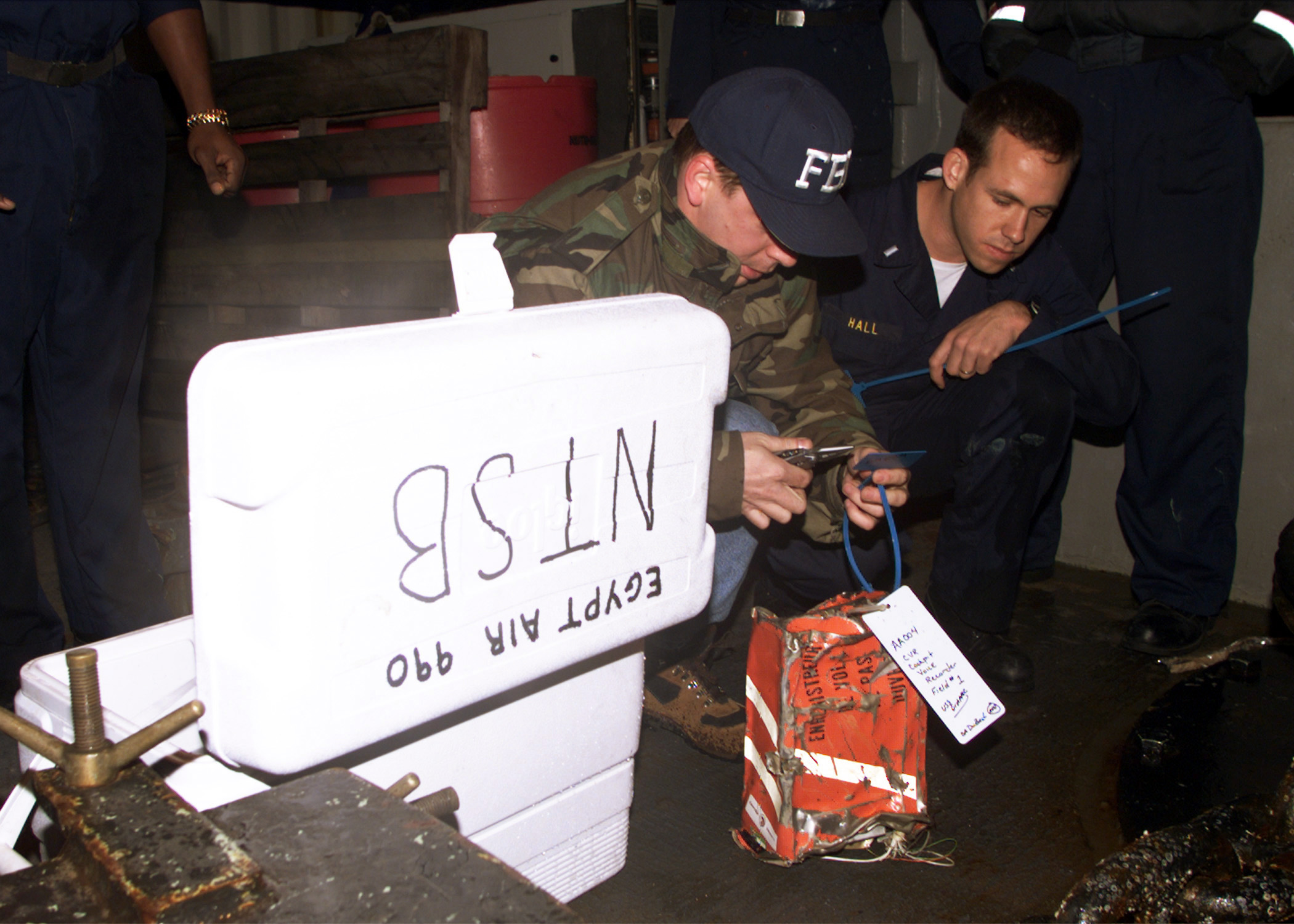
1999년 11월 13일, FBI 요원이 충돌 사고 지점에 파견된 USS 그래플 (ARS) 갑판 위에서 이집트 항공 990편에서 가져온 조종실 음성 녹음기에 꼬리표를 붙이고 있다.

1990년 2월부터 FBI 여성 현장특수요원을 처음으로 편입하기 시작하였다.
1993년과 1996년 사이에 FBI는 뉴욕에서 일어난 1993년 세계 무역 센터 폭탄 테러를 시작으로, 1995년 오클라호마 시티 폭탄 테러, 1996년 유나바머 체포 이후 대테러 임무를 늘렸다. 기술적 혁신과 FBI 연구소 분석가의 능력은 세 사건이 모두 기소될 수 있도록 했다. 조지아주 애틀랜타에서 열린 1996년 하계 올림픽 기간 동안 FBI는 센테니얼 올림픽 공원 폭탄 테러 수사로 비판을 받았다. 이것은 현장에 있었던 수사관 리차드 제웰이 이름이 수사과정 중 몇몇 언론에 노출되면서 논란이 시작되었다.
의회가 '감청통신지원법'(CALEA,1994), '연방의료보험통상책임법'(HIPAA,1996), '경제스파이법'(EEA, 1996)을 통과시킨 이후, FBI는 이에 따라 1991년 CART 팀 창설 때와 마찬가지로 1998년에 기술적인 개선을 겪었다. '컴퓨터 수사 및 인프라 위협 평가 센터' (CITAC)와 '국가 인프라 보호 센터' (NIPC)가 작전 수행을 위협하는 컴퓨터 바이러스, 악성 프로그램 등 인터넷 관련 문제들을 다루기 위해 창설되었다. 이러한 발전을 거쳐 FBI는 이러한 문제들의 본질을 바꾼 통신의 발전에 맞추기 위해 공공 안전과 안보 수사에 대한 전자적 감시를 늘렸다.

#### 911 테러 공격

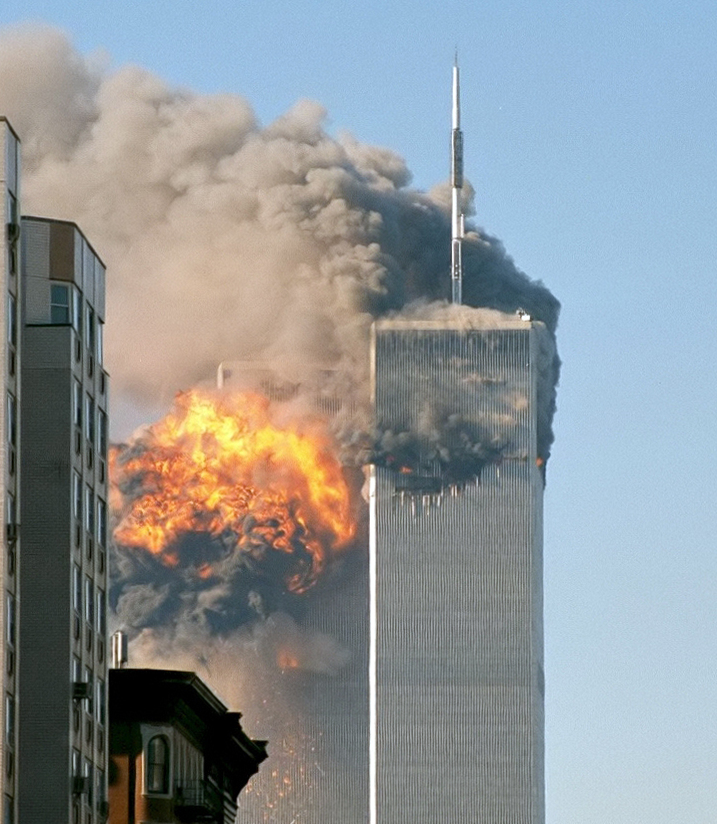
9·11 테러

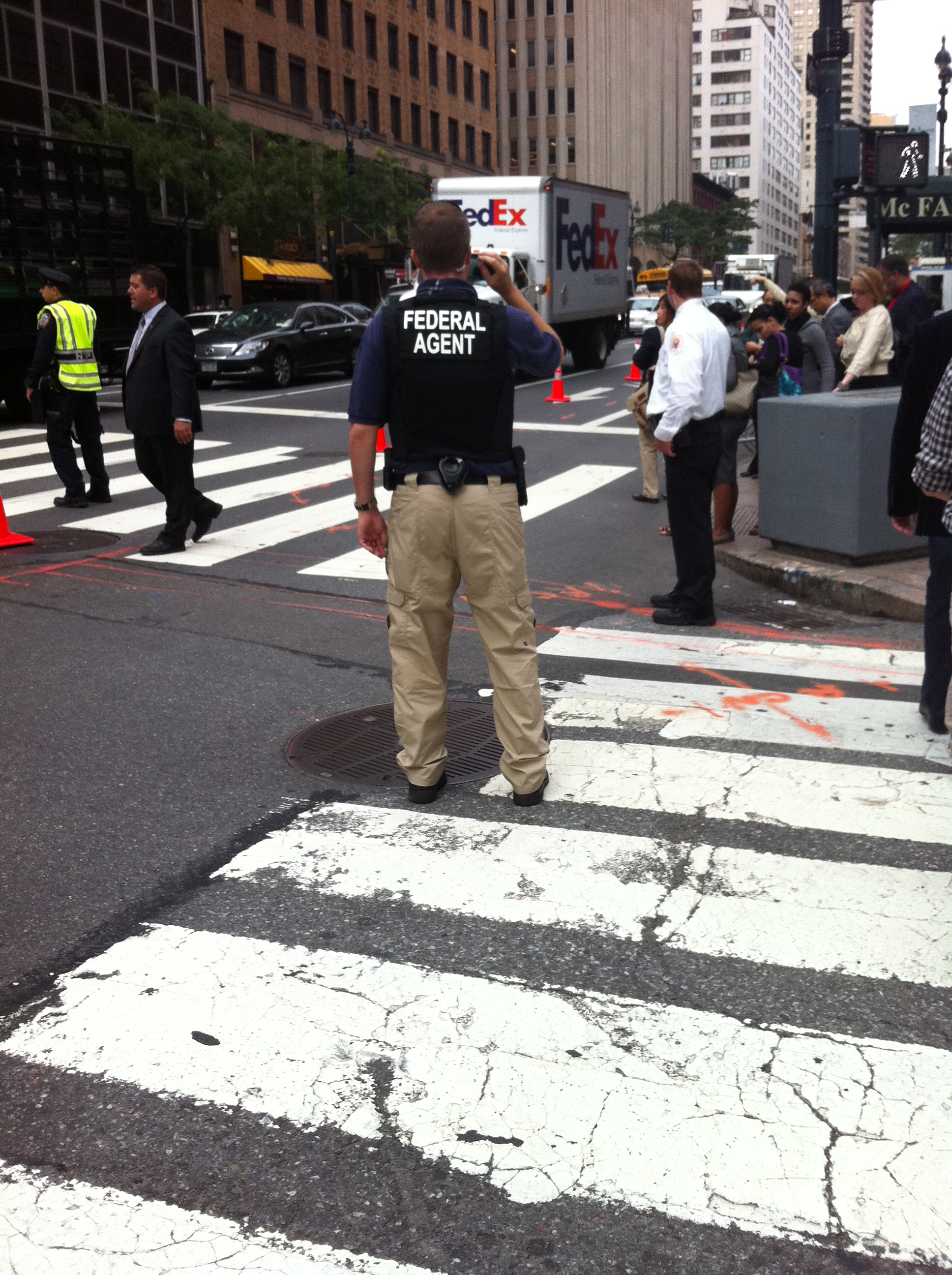
뉴욕 시의 연방수사국 요원(2012)

2001년 9·11 테러 후 몇 개월 동안 FBI 국장 로버트 뮬러(테러 공격 한 주 전에 취임한)는 FBI 구성과 작전을 재개편 요구를 받았다. 그는 테러 방지, 외국 정보 공작 대응, 사이버 보안 위협 대처, 기타 첨단 범죄, 시민 권리 보호, 공공 부패 적발, 조직 범죄 및 화이트 칼라 범죄, 폭력 범죄 대응의 주요 활동 등을 포함하여 모든 연방 범죄에 대항하는 것을 최우선으로 삼았다.
2001년 2월, 로버트 한센은 러시아 정부에 정보를 팔아넘긴 혐의로 체포되었다. 이후에, FBI에서 고위직을 차지하고 있었던 한센은 1979년부터 정보를 팔았던 것이 밝혀졌다. 그는 2002년에 반역죄를 시인하고 무기징역을 선고받았으나, 9·11 테러 이후 사람들은 FBI의 안보 업무에 의문을 제기하기 시작했다. 또한, 로버트 한센이 제공한 정보로 인해 9·11 테러가 일어났다는 주장도 있다.
2004년 7월 22일 발행된 9/11 위원회의 최종 보고서는 FBI와 중앙정보국(CIA)이 2001년 9월 11일의 테러 공격을 막을 수 있었던 정보 보고를 계속하지 않은 것에 대해 둘 다 부분적으로 책임이 있다는 내용을 담고 있었다. 그들의 과실을 주장하는 평가에서 위원회 보고서는 두 국가기관이 미국을 위해 적절한 역할을 수행하지 못했다고 결론지었으며 FBI 내부의 변화를 위한 수많은 권고를 포함하였다. FBI가 새로운 국가정보국장에 의한 감독을 포함한 대부분의 권고를 수행하였을 때, 9/11 위원회 중 일부는 2005년 10월에 FBI가 모든 의미있는 변화에 저항한다고 주장하면서 FBI를 비난했다.
2007년 7월 8일 "워싱턴 포스트"는 UC Berkeley 대학의 에이미 제가트의 책 "스파잉 블라인드: CIA, FBI와 9/11의 기원"의 발췌본을 공개했다. 워싱턴 포스트는 제가트의 책에서 정부 문서가 CIA와 FBI가 2001년 9월 11일 테러를 방해할 수 있는 23번의 잠재적 기회를 놓쳤다고 한 것을 보도했다. 실패의 주요한 이유로는 새로운 아이디어와 변화에 대한 조직 문화 저항, 승진에 대한 부적절한 인센티브, FBI와 CIA 및 기타 미국 정보 기관 간의 협조 부족이 꼽혔다. 책은 FBI의 사무실 간의 효과적인 소통과 협조를 방해한 FBI의 분권형 구조를 비판했으며, FBI가 변화에 대한 깊은 저항때문에 효과적인 대테러, 대정보 기관으로 변화하지 못한고 밝혔다. 예를 들어 FBI 직원 제도는 특수 요원 외의 모든 직원들을 지원 직원으로 대우하며, 정보 분석가를 FBI의 자동차 수리공과 경비원과 같이 분류한다.

## 조직
FBI는 5가지 기능 부서(branches)와 사무국으로 구성되며, 이는 대부분의 행정 사무국들을 포함한다. 각각의 부장(Executive assistant director)들은 각각의 부서를 관리한다. 각각의 부서들은 사무소와 분과로 나뉘며, 이들은 부부장(assistant director)의 지휘를 받는다. 서로 다른 분과들은 하부조직으로 다시 나뉘며 차장(deputy assistant directors)들이 이들을 이끈다. 하부조직 중에는 분과장(section chief)들이 이끄는 다양한 분과가 존재한다. 분과장은 책임특수요원(special agents in charge)과 비슷한 지위를 지닌다.
세 부서(branches)는 부국장에게 보고하지만 나머지 두 부서는 차장에게 보고한다. FBI의 다섯 가지 기능 부서들은 다음과 같다.
- FBI 국가안보부(FBI National Security Branch)(영어)
- FBI 범죄사이버대응서비스부(FBI Criminal, Cyber, Response, and Services Branch)(영어)
- FBI 과학기술부(FBI Science and Technology Branch)(영어)
- FBI 정보기술부(FBI Information and Technology Branch)(영어)
- FBI 인적자원부(FBI Human Resources Branch)(영어)

사무국(Office of the Director)은 FBI의 중앙 행정 기능을 맡는다. 사무국은 다섯 기능 부서와 다양한 지부들에 대한 직원 지원 기능을 수행한다.(재무 및 시설 관리 등) 사무국은 FBI 차장이 관리하며, 차장은 정보기술부서와 인적자원부서의 업무를 감독한다.
- 사무국(Office of the Director)
  - 직속 사무국(Immediate Office of the Director)
  - 부국장 사무국(Office of the Deputy Director)
  - 차장 사무국(Office of the Associate Director)
  - 의회 업무 사무국(Office of Congressional Affairs)
  - 평등고용기회 사무국(Office of Equal Employment Opportunity Affairs)
  - 고문 사무국(Office of the General Counsel)
  - 청렴준수 사무국(Office of Integrity and Compliance)
  - 옴부즈맨 사무국(Office of the Ombudsman)
  - 전문책임 사무국(Office of Professional Responsibility)(영어)
  - 대외협력 사무국(Office of Public Affairs)
  - 감찰과(Inspection Division)
  - 시설물류서비스과(Facilities and Logistics Services Division)
  - 재무과(Finance Division)
  - 기록관리과(Records Management Division)
  - 자원관리사무소(Resource Planning Office)
  - 보안과(Security Division)

### 계급 구조
다음은 FBI 내 계급 구조의 전체 목록이다.
- 지부
  - New Agent Trainee (until graduation from Quantico)
  - Special Agent
  - Senior Resident Agent (non-supervisory, in a Resident Agency (satellite office)
  - Supervisory Senior Resident Agent (only applies in Resident Agency offices.
  - Supervisory Special Agent
  - Assistant Special Agent-in-Charge (ASAC)
  - Special Agent-in-Charge (SAC)
- FBI 관리
  - Unit Chief
  - Section Chief
  - Deputy Assistant Director
  - Assistant Director
  - Associate Executive Assistant Director
  - Executive Assistant Director
  - Associate Deputy Director
  - Deputy Director(영어)
  - Director(영어)

## FBI 한국 지부
2000년 7월 12일 미국 대사관 내에 FBI 한국 지부 사무실을 열었다.
- 제1대 FBI 한국 지부장 이승규 - 2000년 ~ 2002년
- 제2대 FBI 한국 지부장 맹주성 - 2003년 ~

## 같이 보기
- 주류·담배·화기 및 폭발물 단속국(ATF)
- 마약단속국(DEA)
- 미국 경찰
- 미국 연방보안관(USMS)
- 미국 비밀경호국(USSS)
- 미국 국토안보부(DHS)
- 인터폴

알려진 FBI 임직원
- 마크 펠트
- 존 에드거 후버
- 국가수사본부